# 인텔 GMA

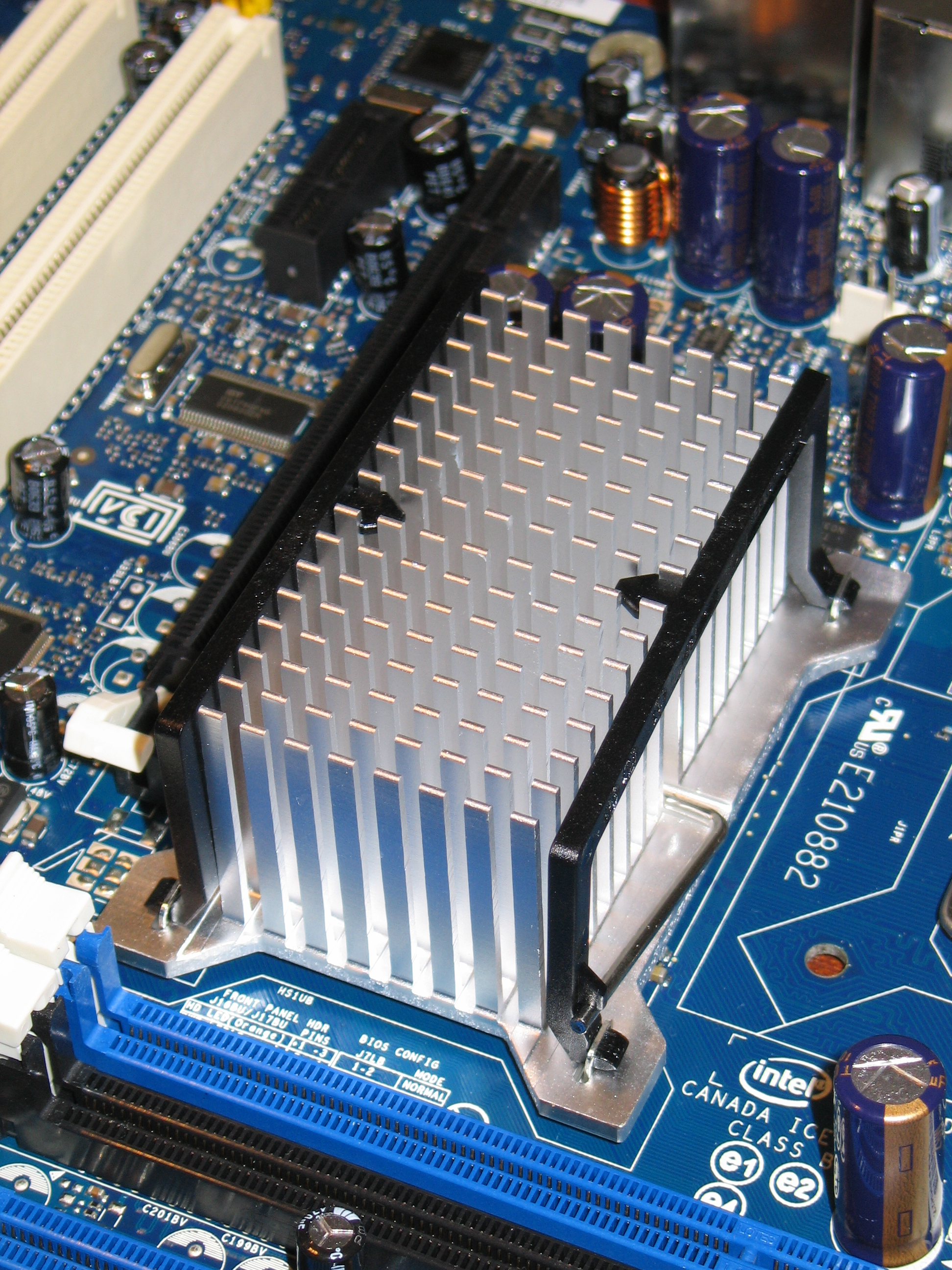
인텔 DG965WHMKR 메인보드 위의 GMA X3000

인텔 GMA(Intel Graphics Media Accelerator)는 다양한 메인보드 칩셋에 들어가는 인텔의 내장형 그래픽 프로세서 계열이다.
이러한 내장형 그래픽 제품을 사용하면 별도의 외장 그래픽 카드 없이 컴퓨터를 구성할 수 있다. 이로써 가격과 전력 소비, 소음을 줄일 수 있어 넷북과 저가형 노트북, 데스크톱 컴퓨터 및 높은 수준의 그래픽 능력을 필요로 하지 않는 사업용 컴퓨터에서 주로 사용된다. 개인용 컴퓨터의 90%가 내장형 그래픽을 사용하고 있다. 이들은 비디오 데이터의 저장을 위해 컴퓨터의 메인 메모리에 사용하며 CPU와 같은 버스를 사용해 메모리에 접근해야 하므로 성능 상의 손해가 있다.
인텔 GMA의 다음은 인텔 HD 및 아이리스 그래픽스 시리즈가 계승한다.

## 역사
GMA 계열의 GPU들은 기존의 "인텔 익스트림 그래픽스"(Intel Extreme Graphics), 또, AGP/PCI 카드 형태로 구분한 인텔740 계열을 대체한다. 나중에 인텔을 i740을 자사의 인텔 810 칩셋으로 통합하기에 이른다.
원래의 GMA 시스템 구조는 단지 몇 가지의 하드웨어 기능만 지원하였고 적어도 몇 안 되는 그래픽 파이프라인을 다룰 수 있는 호스트 GPU에 의지하였기에 성능이 떨어지는 문제점이 있었다. 그러나 인텔의 4세대 GMA 아키텍처 (GMA X3000)이 2006년에 도입되면서 기능들 가운데 다수가 하드웨어로 집적될 수 있어 성능 향상을 가져오게 되었다.

## 그래픽 코어
인텔 GPU 기반
- 3세대 기반
  - GMA 900
  - GMA 950
  - GMA 3000
  - GMA 3100
  - GMA 3150
- 4세대 기반
  - GMA X3000
  - GMA X3100
  - GMA X3500
  - GMA X4500

PowerVR GPU 기반
- PowerVR SGX 535 기반
  - GMA 500
  - GMA 600
- PowerVR SGX 545 기반
  - GMA 3600
  - GMA 3650

## 소프트웨어 지원
이 하드웨어는 OS X, 프리BSD, 리눅스, 솔라리스, 마이크로소프트 윈도우를 지원한다.

## 같이 보기
- 인텔 HD 및 아이리스 그래픽스
- 라라비